# 小行星7400
小行星7400（英語：7400 Lenau）是一颗围绕太阳公转的小行星。1987年8月21日，艾瑞克·怀特·埃尔斯特在拉西拉天文台发现了此天体。
这颗小行星的绝对星等为181.56841等。